# 15-cm-Kanone 16
Die 15-cm-Kanone 16 (kurz K 16) war eine Feldkanone, die vom kaiserlichen Heer im Ersten Weltkrieg, von der Reichswehr und der Wehrmacht im Zweiten Weltkrieg eingesetzt wurde.

## Entwicklung
Anfang des 20. Jahrhunderts machte die Rüstungstechnik rasante Entwicklungsfortschritte. Deshalb waren Geschütze bereits nach wenigen Jahren technisch überholt und mussten durch neue Geschütze ersetzt werden. In diesem Zug wurde 1907 von Rheinmetall der Artillerie-Prüfungs-Kommission (APK) des deutschen Kriegsministeriums ein Entwurf einer 15-cm-Kanone mit Rohrrücklauf vorgestellt. Zu diesem Zeitpunkt entschied man sich gegen die 15-cm-Kanone und führte eine 13-cm-Kanone ein.
Im Mai des Jahres 1909 wurde von Krupp eine 15-cm-Kanone mit Rohrrücklauf vorstellt, doch wieder entschied man bei APK und Ministerium gegen ein solches Geschütz.
Kurz vor Beginn des Ersten Weltkrieges kamen bei der Generalinspektion der Fußartillerie Überlegungen auf, eine solche Waffe einzuführen. Mit Beginn des Krieges erfolgte im September 1914 eine Ausschreibung, welche den Firmen Krupp und Rheinmetall geschickt wurde. Das Geschütz sollte die wesentlichen Parameter der eingeführten 13-cm-Kanone erfüllen, ein Gewicht von 8 t in Feuerstellung nicht überschreiten und die Teillasten für den Transport dürften nicht schwerer als 5 t sein. Erste Rückmeldungen von der Front führten zu einer kurzfristigen Änderung, wobei eine höhere Schussweite (mehr als 18.000 m) und die Möglichkeit des Transportes im Motorzug verlangt wurden.
Beide Firmen bemühten sich einen entsprechenden Prototyp zu liefern und im Oktober 1915 waren beide Geschütze fertig und wurden für die Erprobung nach Verdun an die Front geschickt. Die Forderung des deutschen Heeres nach schwerer Artillerie war massiv, und teils wurden Marinerohre auf improvisierten Lafettenkonstruktionen an die Front gebracht. Ab Mai 1916 begann die Serienfertigung bei beiden Herstellern, wobei die Rheinmetall-Kanone ein längeres Rohr hatte und weiter schoss. Von Krupp wurde verlangt, seinen Entwurf anzupassen.

### 15-cm-Kanone 16 (Krupp)
Der Entwurf von Krupp war auf den Kraftzug hinter einer Daimler-Zugmaschine ausgelegt. Hierzu wurde die Protze gefedert ausgeführt. Um eine Überlastung der Federung durch das Geschützfeuer zu vermeiden, konnte die Federung blockiert werden. Für schlechte Straßenverhältnisse gab es für die 320 mm breiten Stahlscheibenräder spezielle Greifer. Der große Fels- bzw. Eissporn der Kastenlafette konnte mit einem Schwanz- und einem Spornblech versehen werden. Die Schildzapfen wurden an der Rohrwiege weiter nach hinten verlegt, damit bei großer Rohrerhöhung ein ausreichender Rücklaufweg zur Verfügung stand. In der Rohrwiege waren Rücklaufbremse und Rohrvorholer in einem gemeinsamen Zylindersystem montiert.

### 15-cm-Kanone 16 (Rheinmetall)
Rheinmetall hatte den grundsätzlichen Entwurf der Lafette nicht auf einen Kraftzug ausgelegt. Die Stahlräder waren nur 120 mm breit. Man wollte sich vielmehr mit dem Ehrhardt-Bräuerschen Lastenverteilergerät behelfen, bei dem das Geschütz zwischen Zugmaschine und einem Anhänger aufgehängt wird. Hierdurch reduziert sich der Bodendruck der einzelnen Räder und die Federungen der beiden Fahrzeuge nimmt die Erschütterungen bei der Fahrt auf.

## Technische Beschreibung
Die Lebensdauer eines Rohres, das 51,4 Kilogramm schwere Sprenggranaten verschoss, betrug ungefähr 3000 bis 4000 Schuss. Die Höchstschussweite betrug 22.800 Meter und war die größte aller anderen vergleichbaren Geschütze aus der Zeit des Ersten Weltkriegs.

## Einsatz
Nach Einführung durch das Kriegsministerium im August 1916 ging das Geschütz im Frühjahr 1917 an die deutschen Truppen. Man hatte anfänglich an eine Pivotbettung gedacht, doch es stellte sich heraus, dass die Stellungen zu lange Vorbereitungszeit benötigten, was unter den Kriegsbedingungen dieser Jahre ungünstig war. Es gab schon die Bedrohung durch feindliche Flieger und die Stellungen lagen oft unmittelbar hinter der Front, um die Reichweite ausnutzen zu können. Aufgeklärte Stellungen wurden schnell von der gegnerischen Artillerie unter Beschuss genommen, was regelmäßige und schnelle Stellungswechsel erforderte. Dies führte dazu, dass man die Räder auf große Korbmatten zog und einen ansteckbaren Erdsporn verwendet, damit sich das Geschütz beim Feuern nicht zu stark in den Boden drückte.
Die Batterien des Jahres 1917 hatten zwei Geschütze.
Die eigentliche Aufgabe der Geschütze war der Beschuss von Eisenbahnanlagen, Straßenknotenpunkten und Lagern im Raum weit hinter der Front. Es wurde einzeln Störfeuer geschossen oder zusammengefasst mit mehreren Geschützen Zerstörungsfeuer. Doch im Kriegsalltag dieser Zeit wurden auch immer wieder Ziele zugewiesen, welche von anderen Geschützen genauso erledigt werden konnten. Da sich beim Schießen mit größeren Ladungen nach einer gewissen Zeit der Rohrverschleiß bemerkbar machte und sich die Reichweite reduzierte, wurden die 15-cm-Kanonenbatterien einem Stabsoffizier für "schwerstes Flachfeuer" unterstellt. Dieser sorgte dafür, dass die meisten 15-cm-Kanonen den Felddivisionen für die Bekämpfung von Fernzielen zur Verfügung standen.
Die Erfahrungen des Jahres 1918 führten zur Bildung von Fernkampfgruppen. Diese wurden auf Ebene der Armeekorps oder Armeen von einem eigenen Kommandeur der Artillerie geführt und gezielt beziehungsweise massiert eingesetzt.
Im Oktober 1918 verfügte das deutsche Heer über 106 Batterien 15-cm-Kanone 16 (Krupp) und damit über 212 Geschütze dieses Typs. Weiterhin waren 11 Batterien mit 15-cm-Kanonen 16 (Rheinmetall) also 22 Geschützen im Bestand. Die Bestimmungen des Versailler Vertrages sahen vor, dass Geschütze größer 10,5-cm-Kaliber abzugeben oder zu vernichten seinen. Während eine große Zahl der Geschütze an Belgien abgegeben wurde, dürfte ein ebenfalls nicht unerheblicher Teil verschrottet worden sein.

## Varianten
Nach Ende des Ersten Weltkriegs fanden ca. 28 Geschütze den Weg in den Bestand der Reichswehr der Weimarer Republik. Ob dies mit oder ohne Wissen der Siegermächte erfolgte, ist unklar. Mit Beginn der deutschen Wiederaufrüstung nach der Gründung der Wehrmacht als Folge der Machtergreifung der Nationalsozialisten wurde die 15-cm-Kanone 16 offiziell als Ausrüstung der Artillerie geführt.

### 15-cm-Kanone 16 bei der Wehrmacht

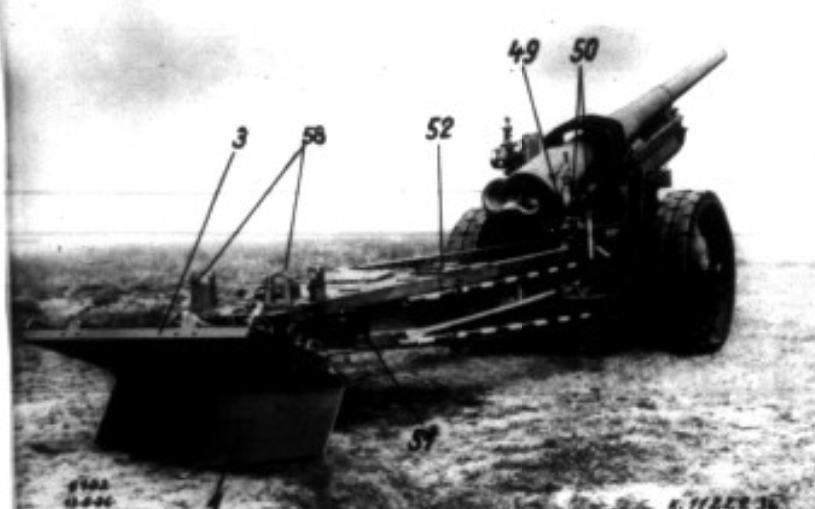
15-cm-Kanone 16 mit vereinfachter Unterlafette

Bis zur Einführung der 15-cm-Kanone 18 1938 war sie bei Feldeinheiten in Gebrauch. So wurden die Geschütze in sechs Artillerie-Abteilungen (mot.) eingesetzt. Diese Verbände bestanden bei Beginn des Zweiten Weltkrieges aus zwei oder drei Batterien zu je 3 Geschützen und einer weiteren Batterie mit alten "langen" 21-cm-Mörsern. Später erfolgte eine Umgliederung in reine Kanonen-Batterien mit Sd.Kfz. 8 - Zugmaschinen (12 t). Auch wenn die schweren Halbketten-Zugkraftwagen in der Lage waren, das Geschütz als Einzellast zu bewegen, war zur Schonung des Materials die Kanone über längere Distanzen grundsätzlich in zwei Lasten zu bewegen. Hierbei bestand die eine Teillast aus dem Rohr auf einem Rohrwagen und der Geschützlafette ohne Rohr.
Fotografien von Geschützen bei der Wehrmacht zeigen oft neue hartgummibereifte Stahlscheibenräder. Diese könnten im Rahmen einer Überholung des Geschützes montiert worden sein, denn die bekannten Dienstvorschriften zur Kanone unterscheiden zwischen einer regulären (normalen) und einer vereinfachten Lafette. Möglicherweise ist diese Bezeichnung jedoch auf den Unterschied zwischen dem Krupp- und dem Rheinmetallgeschütz zurückzuführen.
Nachdem im Kriegsverlauf modernere Geschütze verfügbar wurden, sind die Geschütze vom Fronteinsatz abgezogen worden. Doch noch am 1. März 1945 wurden noch 16 Geschütze als Bestand ausgewiesen.

### Canon de 150 L/43
Nach dem Versailler Vertrag mussten einige Geschütze als Reparationsleistung an Belgien (dortige Bezeichnung Canon de 150 L/43) abgegeben werden.

### 15-cm-Kanone 429 (b)
Bei dem Angriff der deutschen Wehrmacht im Westen im Jahr 1940 wurde die Neutralität Belgiens ignoriert und die belgischen Streitkräfte in kurzer Zeit überrannt. Hierdurch fielen der Wehrmacht Geschütze, welche als Reparationsgeschütze nach dem Ersten Weltkrieg von Deutschland abgegeben werden mussten, in die Hände. Da sowohl die Munition als auch die Ersatzteile verfügbar waren, wurden diese unmittelbar den Kampfverbänden zugeführt und weiterverwendet. Um einige kleine technische Änderungen der Belgier zu berücksichtigen, wurde die Geschütze mit der Beutekennung im Bestand geführt.

## 15-cm-Kanone 16 in Mörserlafette
Als 1941 dringend weitreichende Geschütze benötigt wurden, sind einige Rohre der 15-cm-Kanone 16 in die Lafette des 21-cm-Mörser 18 eingelegt und unter der Bezeichnung 15-cm-Kanone 16 in Mörserlafette geführt worden.